# Árnes
Árnes é uma localidade na Islândia, com uma população de cerca de 62 habitantes em 2020.